# Smash Your Head Against the Wall
Smash Your Head Against the Wall je debutové sólové album Johna Entwistlea, který byl baskytarisou anglické rockové kapely The Who. Ve Spojeném království bylo vydáno společností Track Records a ve Spojených státech Decca Records. Bylo to vůbec první sólové album jakéhokoliv člena The Who.

## Seznam skladeb
Autorem všech skladeb je John Entwistle.
1. „My Size“ – 3:43
2. „Pick Me Up (Big Chicken)“ – 3:43
3. „What Are We Doing Here?“ – 3:49
4. „What Kind of People Are They?“ – 2:44
5. „Heaven and Hell“ – 4:50
6. „Ted End“ – 2:33
7. „You're Mine“ – 4:39
8. „No. 29 (External Youth)“ – 5:25
9. „I Believe in Everything“ – 3:07

## Obsazení
- John Entwistle – zpěv, baskytara, perkuse, klavír, klávesy, varhany, doprovodné vokály
- Neil Innes – perkuse, doprovodné vokály
- Dave „Cyrano“ Langston – kytara, perkuse, doprovodné vokály
- Keith Moon – perkuse, doprovodné vokály
- Greg Ridley – bicí
- Jerry Shirley – bicí, perkuse
- Vivian Stanshall – perkuse